# Peter Voets
Peter Voets (Sint-Truiden, 17 september 1968) is een Belgisch voetbalcoach en voormalig voetballer. Als speler bij STVV stond hij rechtsback.
Voets speelde meer dan een decennium voor STVV. Hij begon zijn trainerscarrière bij Verbroedering Maasmechelen, maar keerde al gauw terug naar STVV, waar hij jarenlang werkte als assistent-trainer en geregeld insprong als interim-trainer. In 2012 werd Voets zaakvoerder van Huis Castermans, een bedrijf dat instaat voor onder andere gordijnen en binnenhuisdecoratie.

## Spelerscarrière
- 1980-1989 Wellen VV
- 1989-1993 Sporting Hasselt
- 1993-2004 Sint-Truidense VV

## Trainerscarrière
Na zijn afscheid als speler ging Voets aan de slag bij vierdeklasser Verbroedering Maasmechelen als assistent van hoofdtrainer Tony Dullers. Na het vertrek van diens opvolger Marcel Knevels in januari 2005 nam Voets het roer over. Nauwelijks een maand later verliet hij de club echter voor STVV, dat net Marc Wilmots had ontslagen. Voets werd er veldtrainer onder Guy Mangelschots.
Voets begon het seizoen 2005/06 als assistent van hoofdtrainer Herman Vermeulen. Voets nam op de 22e speeldag samen met Eddy Raymaekers de leiding tegen Club Brugge (2-2) en werd nadien assistent onder zijn ex-ploegmaat Thomas Caers. Na het vertrek van Caers in november 2006 nam Voets opnieuw even over. In de eerste wedstrijd met Voets als interim-trainer won STVV met 4-0 van Lierse SK, een week later won het met 1-2 van Standard Luik. Na de komst van Henk Houwaart werd hij weer assistent.
Enkele dagen na de 2-0-nederlaag van STVV tegen KRC Genk kwam er een einde aan de samenwerking tussen de club en trainer Houwaart. Voets werd tot het einde van het seizoen aangesteld als hoofdcoach. STVV stond op dat moment veertiende met amper vijf punten meer dan de voorlaatste, KSK Beveren. Na een 2-2-gelijkspel tegen Zulte Waregem pakte Voets in een nieuw tweeluik tegen Lierse en Standard ditmaal slechts 1 op 6. Hierdoor zakte STVV naar de zestiende plaats, weliswaar met nog steeds vijf punten voorsprong op Beveren. Op de 31e speeldag bezorgde Voets de Kanaries tegen Cercle Brugge echter een eerste zege in twaalf wedstrijden, waardoor de kloof groeide tot acht punten. STVV eindigde dat seizoen uiteindelijk vijftiende met 35 punten, negen punten boven de zeventiende plaats.
In mei 2007 raakte bekend dat Valère Billen, die in januari van dat jaar als assistent was toegetreden tot de technische staf van STVV, de nieuwe hoofdtrainer zou worden. Voets werd zijn assistent. Na zes speeldagen zette Billen, die met 0 op 18 aan het seizoen begon, een stap terug. Opnieuw nam Voets over. Na de 0 op 18 onder Billen sprokkelde STVV onder Voets 7 op 21, maar op 24 november 2007 kregen de Truienaars een flinke klap door de bekeruitschakeling tegen Eendracht Aalst. Een dag na de 4-3-zege tegen RSC Anderlecht werd Dennis van Wijk aangesteld als trainer van STVV en werd Voets weer assistent. Op het einde van het seizoen degradeerde STVV naar Tweede klasse. Een jaar later keerde de club onder leiding van Guido Brepoels al terug naar de Jupiler Pro League.
Op 30 augustus 2011 werd Brepoels ontslagen bij STVV. Aanvankelijk leek Voets weer te gaan aanblijven, maar een week later werd ook hij ontslagen. Een ruime meerderheid van de spelersgroep stemde tegen hem, waardoor Voets baan moest ruimen. Pas vijf jaar later nam Voets nog een voetbaluitdaging aan: in mei 2016 raakte bekend dat hij als hoofdtrainer aan de slag ging bij eersteprovincialer KHIH Hoepertingen. In oktober 2016 werd hij er ontslagen.
In april 2024 raakte bekend dat Voets vanaf het seizoen 2024/25 trainer zou worden van derdeprovincialer Habo SK Borgloon.